# Urs Remond
Urs Remond (ou Remund), né le 12 octobre 1964 à Neukirchen-Vluyn, est un acteur allemand. Pendant longtemps il a vécu à Paris.
Il parle couramment allemand, français, anglais, italien et espagnol.

## Filmographie
- 1986 : La Clinique de la Forêt-Noire (épisode "Remplaçante")
- 1987 : Otto - Der Neue Film : Schönling
- 1996 : Alerte Cobra (épisode "Faux Gendarmes, Vrais voleurs")
- 1999 : School's Out : Michaelis
- 2000-2001 : Le Clown :  Brad (3 épisodes)
- 2001-2007 : Medicopter : le médecin d'urgence Dr. Mark Harland
- 2005 : Wolff, police criminelle :  Dr. Markus Fechner (1 épisode)
- 2008 : R.I.S Police scientifique (version allemande) : Dr. Krempitz (1 épisode)
- 2010 : La Voie du bonheur (Im Zweifel für die Liebe) (TV) : Harry Ridgeman
- 2011 : Bridges